# 666 Park Avenue
666 Park Avenue este un serial american dramatic supernatural care a avut premiera la ABC la 30 septembrie 2012. Serialul este creat și produs de  David Wilcox, bazându-se vag pe romanul omonim scris de  Gabriella Pierce. În rolurile principale interpretează actorii  Rachael Taylor, Dave Annable, Vanessa Williams și Terry O'Quinn și prezintă un cuplu de tineri care se mută într-o clădire de apartamente din Manhattan, clădire despre care se dezvăluie că este posedată de misterioase forțe demonice.
Elaborata clădire în stil Beaux-Arts situată în zona la modă Upper East Side a Manhattanului numită "Drake" în serial este în realitate o clădire de apartamente numită Ansonia și aflată în orașul New York.
ABC a comandat un episod pilot la 20 ianuarie 2012 și a stabilit producerea a unui prim sezon format din 13 episoade la 11 mai 2012. A fost transmis în fiecare seară de duminică la 10:00 PM (Coasta de Est)/9:00 PM (Centru), imediat după serialul Revenge. La 16 noiembrie 2012, ABC a anunțat că serialul a fost anulat, dar că vor fi realizate toate cele 13 episoade ale primului (și singurului) sezon.
La 21 decembrie 2012, ABC a anunțat că ultimele 4 episoade ale serialului  666 Park Avenue vor fi transmise în vara anului 2013 și că vor fi transmise alte seriale duminica seara: Happy Endings și Don't Trust the B---- in Apartment 23. Episoadele respective au fost deja transmise în Spania, fiind în plan prezentarea lor în  Australia și Noua Zeelandă, înainte de a fi transmise în SUA de  ABC.

## Prezentare
Serialul 666 Park Avenue prezintă întâmplările a 2 tineri care se mută în clădirea de apartamente numită Drake aflată la adresa 999 Park Avenue. În primul episod, adresa 999 Park Avenue aflată pe un zid este luminată de farurile unui automobil și umbra sa se transformă în 666 Park Avenue. Serialul mai prezintă și un cuplu care sunt proprietarii clădirii, precum și alți locatari ai clădirii.

## Distribuție

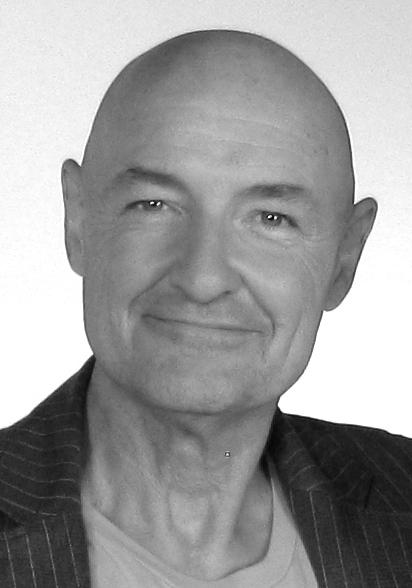
Terry O'Quinn

### Rolurile principale
- Rachael Taylor este Jane Van Veen, angajată manager al clădirii la începutul serialului împreună cu iubitul ei.[13]
- Dave Annable este Henry Martin, angajat manager al clădirii la începutul serialului împreună cu iubita sa.[14] El își dorește o carieră în politică și se angajează și la primărie.
- Robert Buckley este Brian Leonard, soțul lui Louise. El este scenarist și locuiește în clădire.[15]
- Mercedes Masohn este Louise Leonard, soția lui Brian, fotograf profesionist[15]
- Helena Mattsson este Alexis Blume, asistenta și prietena lui Louise.[16] Ea are o aventură cu soțul acesteia.
- Erik Palladino este Tony DeMeo, portarul clădirii[17]
- Samantha Logan este Nona Clark, o rezidentă cu o abilitate unică[18]
- Vanessa Williams este Olivia Doran, soția frumoasă, rece și sofisticată a proprietarului clădirii[19]
- Terry O'Quinn este Gavin Doran, proprietarul clădirii și principalul antagonist al serialului[20]

### Roluri secundare
- Misha Kuznetsov este Kandinsky, un rus cu cicatrice pe față, membru al mafiei
- Aubrey Dollar este Annie Morgan[21]
- Enrique Murciano este Dr. Todd Scott[22]
- Tessa Thompson este Laurel Harris/Sasha Doran[23]
- Nick Chinlund este Victor Shaw[24]
- Whoopi Goldberg este Maris Elder[25]

## Prezentare
| Sezon | Sezon | Episoade | Premiera            | Premiera             | Lansare pe DVD | Lansare pe DVD | Lansare pe DVD |
| Sezon | Sezon | Episoade | Premiera serialului | Sfârșitul serialului | Regiunea 1     | Regiunea 2     | Regiunea 4     |
| ----- | ----- | -------- | ------------------- | -------------------- | -------------- | -------------- | -------------- |
|       | 1     | 13       | 30 septembrie 2012  | 2 decembrie 2012     | N/A            | N/A            | N/A            |

### Lista episoadelor
| Nr. | Titlu                              | Regizat de            | Scris de                                | Premiera                                   | Cod producție | Spectatori SUA (milioane) |
| --- | ---------------------------------- | --------------------- | --------------------------------------- | ------------------------------------------ | ------------- | ------------------------- |
| 1 | „Pilot”                            | Alex Graves           | David Wilcox                            | 30 septembrie 2012                         | 296822        | 6.90                      |
| Jane Van Veen și Henry Martin sunt angajați ca manageri ai clădirii 'The Drake'. În momentul în care ei se mută în acest hotel, cred că totul este normal, dar Jane începe să aibă vise ciudate și se întâlnește și cu un chiriaș care are sânge pe mâini. De asemenea, Jane găsește la subsol un mozaic în formă de dragon. Henry și Jane încearcă împreună să aibă o relație de prietenie cu patronii clădirii, soții Olivia și Gavin Doran. Una dintre chiriașe, Louise, suferă un accident straniu, ușa liftului lovind-o de mai multe ori și lăsând-o aproape moartă. Adolescenta Nona îi fură colierul lui Jane. Vecinul pe care Jane îl întâlnise mai devreme are o înțelegere cu Gavin pentru ca acesta să-i aducă înapoi soția moartă. În acest scop el trebuie să omoare o altă persoană; după ce i se cere să ucidă un alt om, acesta decide că nu mai poate continua și se sinucide, aruncându-se pe fereastră. |                                    |                       |                                         |                                            |               |                           |
| 2 | „Murmurations”                     | Robert Duncan McNeill | David Wilcox                            | 7 octombrie 2012                           | 2J7352        | 4.99                      |
| Jane încearcă să afle mai multe despre clădirea Drake și descoperă secretele din spatele mozaicului pe care l-a găsit în subsol. Henry și Gavin merg la golf, unde se întâlnesc cu cineva cu care Henry lucrează în instanța de judecată, iar Henry își dă seama că el ar putea avea probleme serioase pentru că a vorbit cu acest om. Louise ajunge în spital ca urmare a accidentului pe care l-a suferit în lift, în timp ce Brian este la ea acasă cu Alexis, ea intră peste el la duș și se sărută. Jane continuă cercetările sale despre Drake și găsește păsări în peretele uneia dintre camerele din hotel; după ce își dă seama că sunt prea multe păsări pentru a le face față cheamă un exterminator care în curând este ucis de păsări pe stradă; în final Jane își dă seama că păsările sunt o parte din Drake.                                                                                                |                                    |                       |                                         |                                            |               |                           |
| 3 | „The Dead Don't Stay Dead”         | Alex Zakrzewski       | Matt Miller                             | 14 octombrie 2012                          | 2J7353        | 4.82                      |
| 4 | „Hero Complex”                     | John Behring          | Elizabeth Craft & Sarah Fain            | 21 octombrie 2012                          | 2J7354        | 4.81                      |
| 5 | „A Crowd of Demons”                | Robert Duncan McNeill | Sonny Postiglione                       | 28 octombrie 2012                          | 2J7355        | 4.61                      |
| 6 | „Diabolic”                         | Allison Liddi-Brown   | Christopher Hollier                     | 4 noiembrie 2012                           | 2J7356        | 3.99                      |
| 7 | „Downward Spiral”                  | J. Miller Tobin       | Leigh Dana Jackson & Mimi Won Techentin | 11 noiembrie 2012                          | 2J7357        | 3.90                      |
| 8 | „What Ever Happened to Baby Jane?” | Dean White            | Josh Pate                               | 25 noiembrie 2012                          | 2J7358        | 3.94                      |
| 9 | „Hypnos”                           | Stephen Cragg         | Ellen Fairey & Matthew Tabak            | 2 decembrie 2012                           | 2J7359        | 3.96                      |
| 10 | „The Comfort of Death”             | John Terlesky         | Vincent Angell                          | 29 ianuarie 2013 (Spain) Summer 2013 (US)  | 2J7360        |                           |
| 11 | „Sins of the Fathers”              | Omar Madha            | David Wilcox & Adria Lang               | 5 februarie 2013 (Spain) Summer 2013 (US)  | 2J7361        |                           |
| 12 | „The Elysian Fields”               | Chris Misiano         | Elizabeth Craft & Sarah Fain            | 12 februarie 2013 (Spain) Summer 2013 (US) | 2J7362        |                           |
| 13 | „Lazarus”                          |                       |                                         | 19 februarie 2013 (Spain) Summer 2013 (US) | 2J7363        |                           |

### Audiențe
| #  | Title                              | Air date           | Rating/share (18–49) | Viewers (millions) | DVR (18–49) | DVR Viewers (millions) | Total (18–49) | Total Viewers (millions) |
| -- | ---------------------------------- | ------------------ | -------------------- | ------------------ | ----------- | ---------------------- | ------------- | ------------------------ |
| 1  | "Pilot"                            | 30 septembrie 2012 | 2.1/5                | 6.90               | 1.1         | 2.64                   | 3.2           | 9.54                     |
| 2  | "Murmurations"                     | 7 octombrie 2012   | 1.7/4                | 4.99               | 0.9         | N/A                    | 2.6           | [ 40 ]                   |
| 3  | "The Dead Don't Stay Dead"         | 14 octombrie 2012  | 1.5/4                | 4.82               | 0.8         | N/A                    | 2.3           | [ 41 ]                   |
| 4  | "Hero Complex"                     | 21 octombrie 2012  | 1.7/4                | 4.81               | 0.7         | N/A                    | 2.4           | [ 42 ]                   |
| 5  | "A Crowd of Demons"                | 28 octombrie 2012  | 1.6/4                | 4.61               | 0.9         | N/A                    | 2.5           | [ 43 ]                   |
| 6  | "Diabolic"                         | 4 noiembrie 2012   | 1.3/4                | 3.99               | 1.0         | 1.91                   | 2.3           | 5.90                     |
| 7  | "Downward Spiral"                  | 11 noiembrie 2012  | 1.2/3                | 3.90               | 0.8         | N/A                    | 2.0           | [ 45 ]                   |
| 8  | "What Ever Happened to Baby Jane?" | 25 noiembrie 2012  | 1.2/3                | 3.94               | 0.8         | 1.62                   | 2.0           | 5.57                     |
| 9  | "Hypnos"                           | 2 decembrie 2012   | 1.3/3                | 3.96               | 0.7         | N/A                    | 2.0           | [ 47 ]                   |
| 10 | "The Comfort of Death"             | N/A                | N/A                  | N/A                | N/A         | N/A                    | N/A           | N/A                      |
| 11 | "Sins of the Father"               | N/A                | N/A                  | N/A                | N/A         | N/A                    | N/A           | N/A                      |
| 12 | "The Elysian Fields"               | N/A                | N/A                  | N/A                | N/A         | N/A                    | N/A           | N/A                      |
| 13 | "Lazarus"                          | N/A                | N/A                  | N/A                | N/A         | N/A                    | N/A           | N/A                      |

## Productie
Starul serialului Vanessa Williams a declarat că percepe personajele lui Gavin și Olivia Doran ca pe un „supranatural” Bernie și Ruth Madoff. „Este o lume pe care am vrut să o explorez”, a spus ea. "Este Upper East Side. Este luxos. Este un cuplu care este foarte puternic. M-am gândit imediat la Madoff pentru că erau extrem de bogați. Aveau terenuri incredibile peste tot despre care oamenii știau și știau că au o cantitate mare de bogăție. Și apoi am văzut cu toții partea întunecată și ce s-a întâmplat și cum și-au creat imperiul."

### Uraganul Sandy
Când Uraganul Sandy a lovit orașul New York la sfârșitul lunii octombrie 2012, seturile de pe 666 Park Avenue au fost avariate.

## Anulare
Pe 16 noiembrie 2012, 666 Park Avenue a fost anulat de ABC. Rețeaua va difuza cele treisprezece episoade produse, dar în cele din urmă a decis să transmită cele două scenarii suplimentare care au fost comandate. Pe 21 noiembrie 2012, s-a anunțat că producătorii au primit suficient de înștiințat cu privire la anularea emisiunii, astfel încât reprocesează episodul final pentru a funcționa ca final de serie și a închide fanii. ABC plănuiește să difuzeze ultimele patru episoade în această vară.

## Transmisie internațională
- În Australia, show-ul a avut premiera pe Fox8 pe 1 octombrie 2012, în slotul de luni 21:20.[53]
- În Canada, emisiunea este difuzată simultan pe City.[54]
- În Marea Britanie, emisiunea va fi difuzată pe ITV2[55] din 19 februarie 2013, marți la ora 22.00.
- În Spania, emisiunea este difuzată pe Calle 13.[56]
- În Noua Zeelandă, show-ul a avut premiera la TV2 (Noua Zeelandă) pe 11 ianuarie 2013, în intervalul de vineri, ora 20:30. După al treilea episod, a fost mutat în intervalul orar de duminică, ora 23.00.[57]

## Legături externe
- Site web oficial
- 666 Park Avenue la Internet Movie Database
- 666 Park Avenue la TV.com